# Alte Martinskirche (Kelkheim-Hornau)

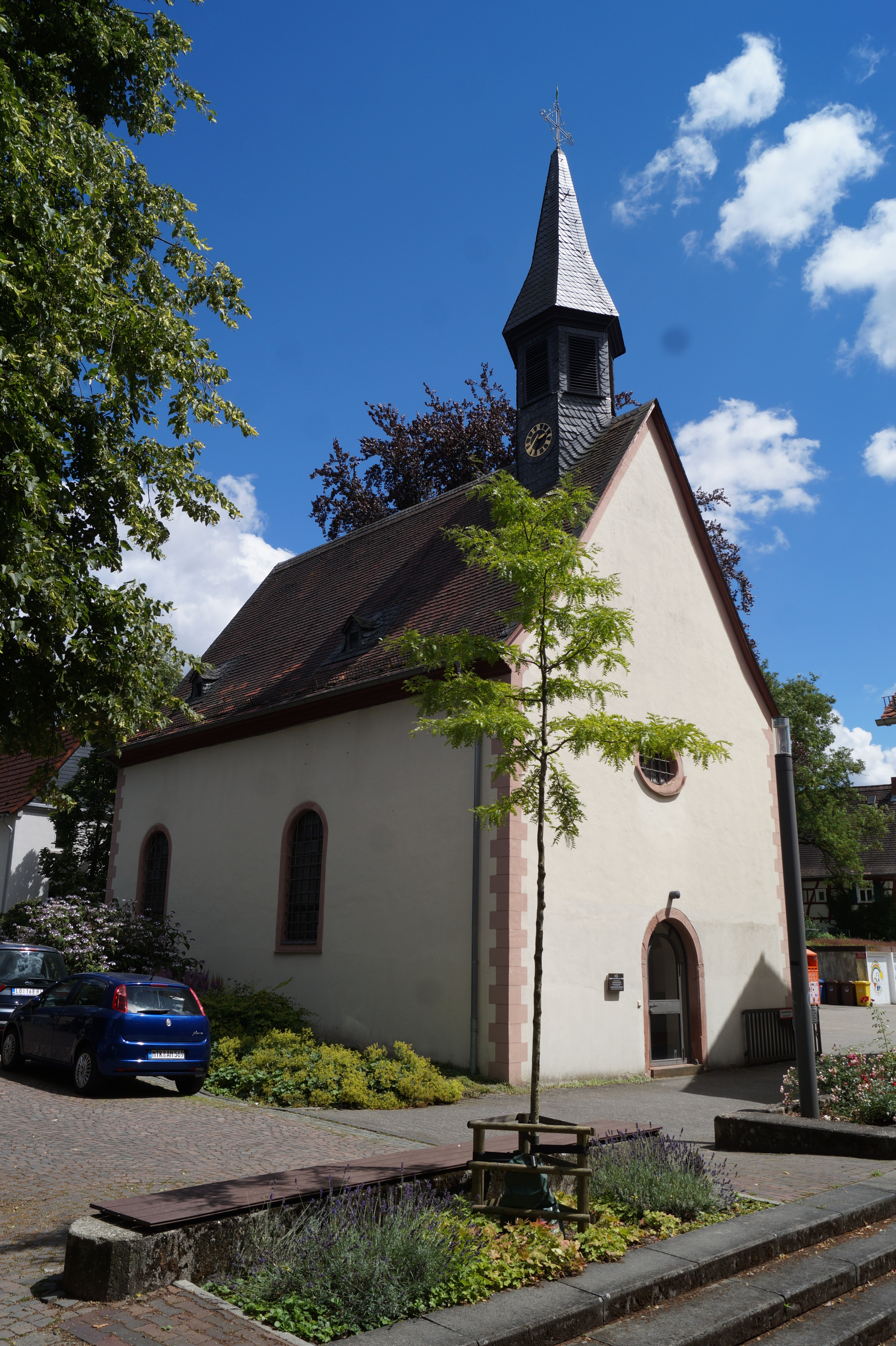
Alte Martinskirche in Hornau

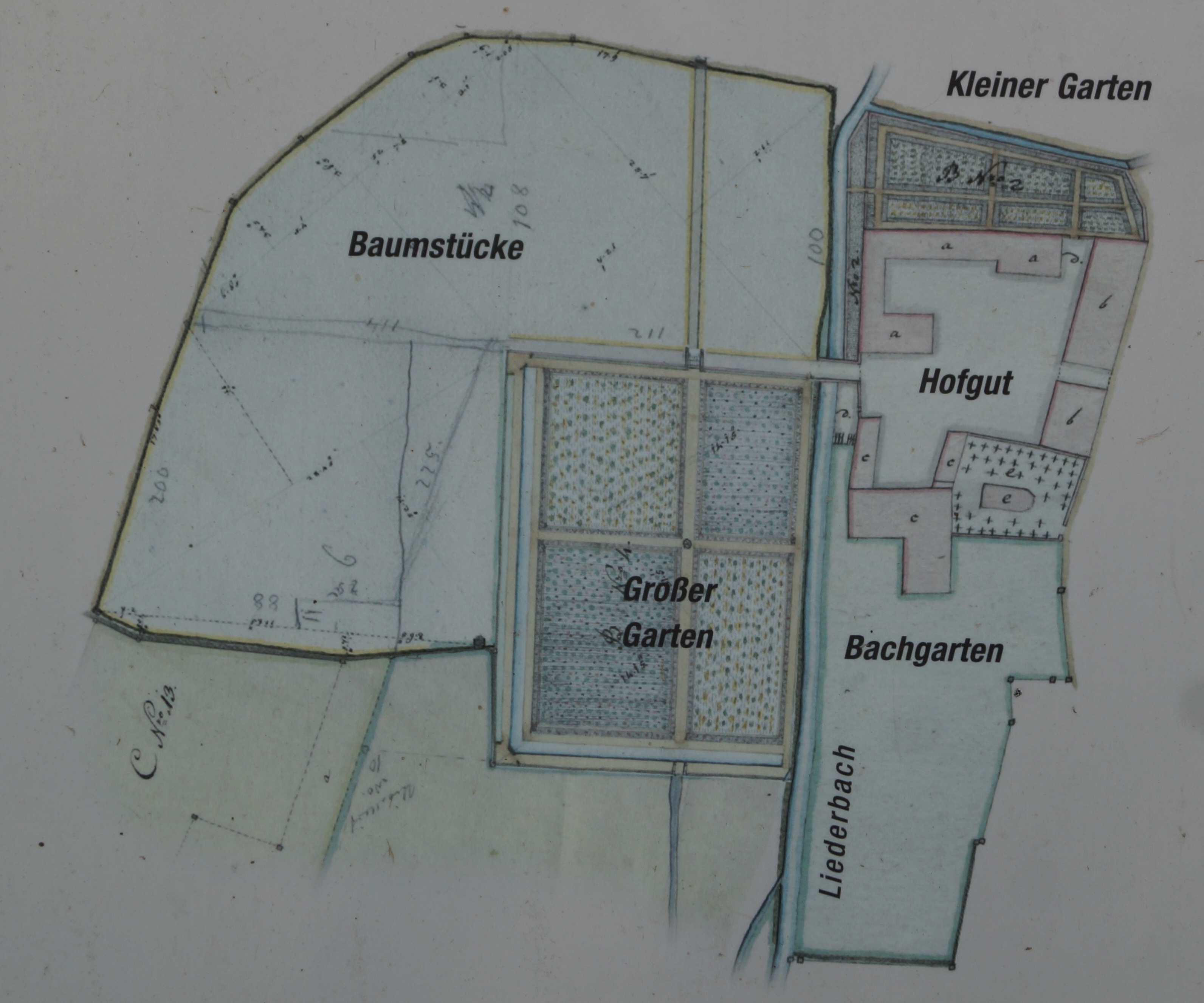
Plan des Hofgut Rotlint mit Martinskirche und Friedhof im Jahre 1813

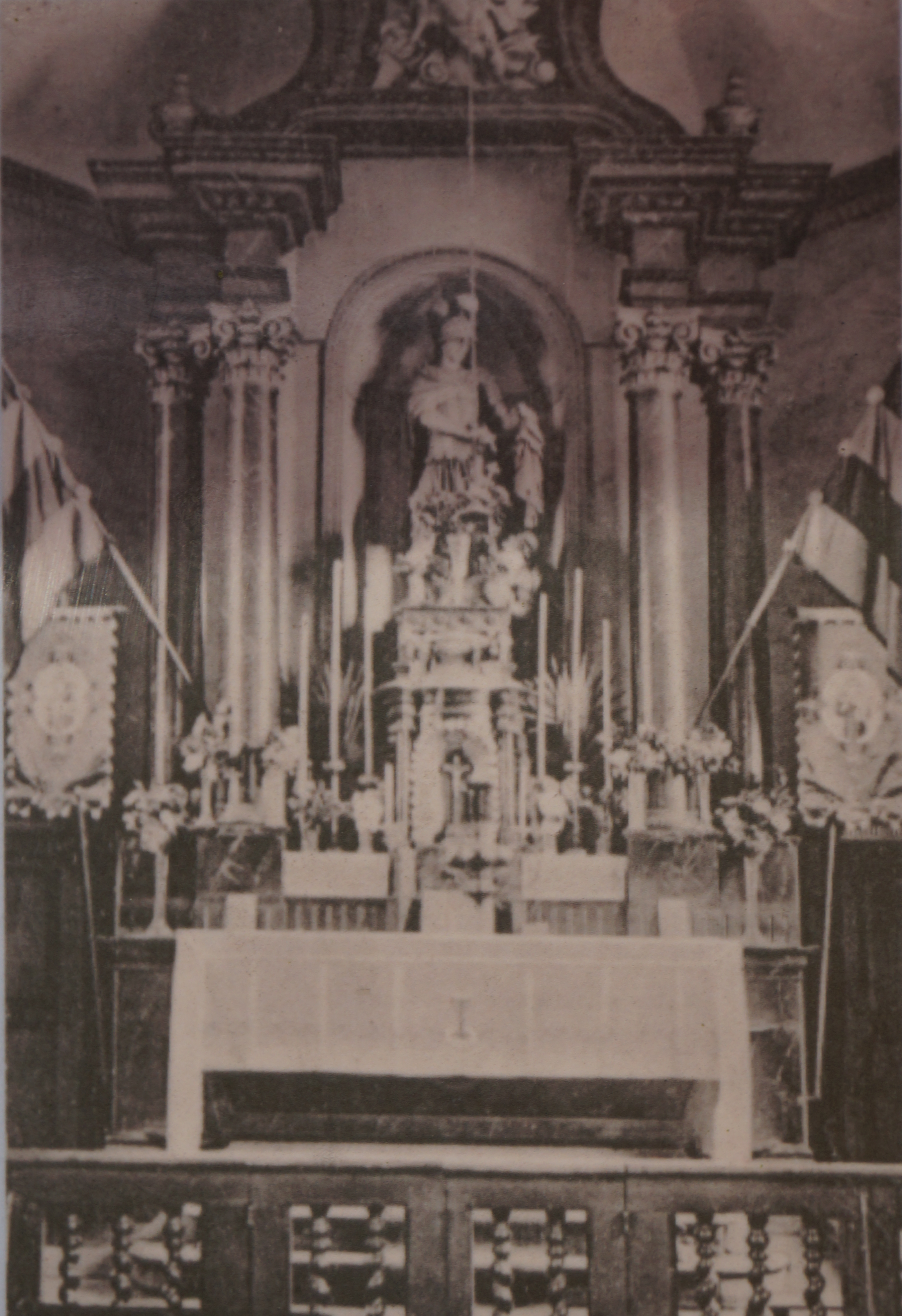
Hochaltar der Kirche

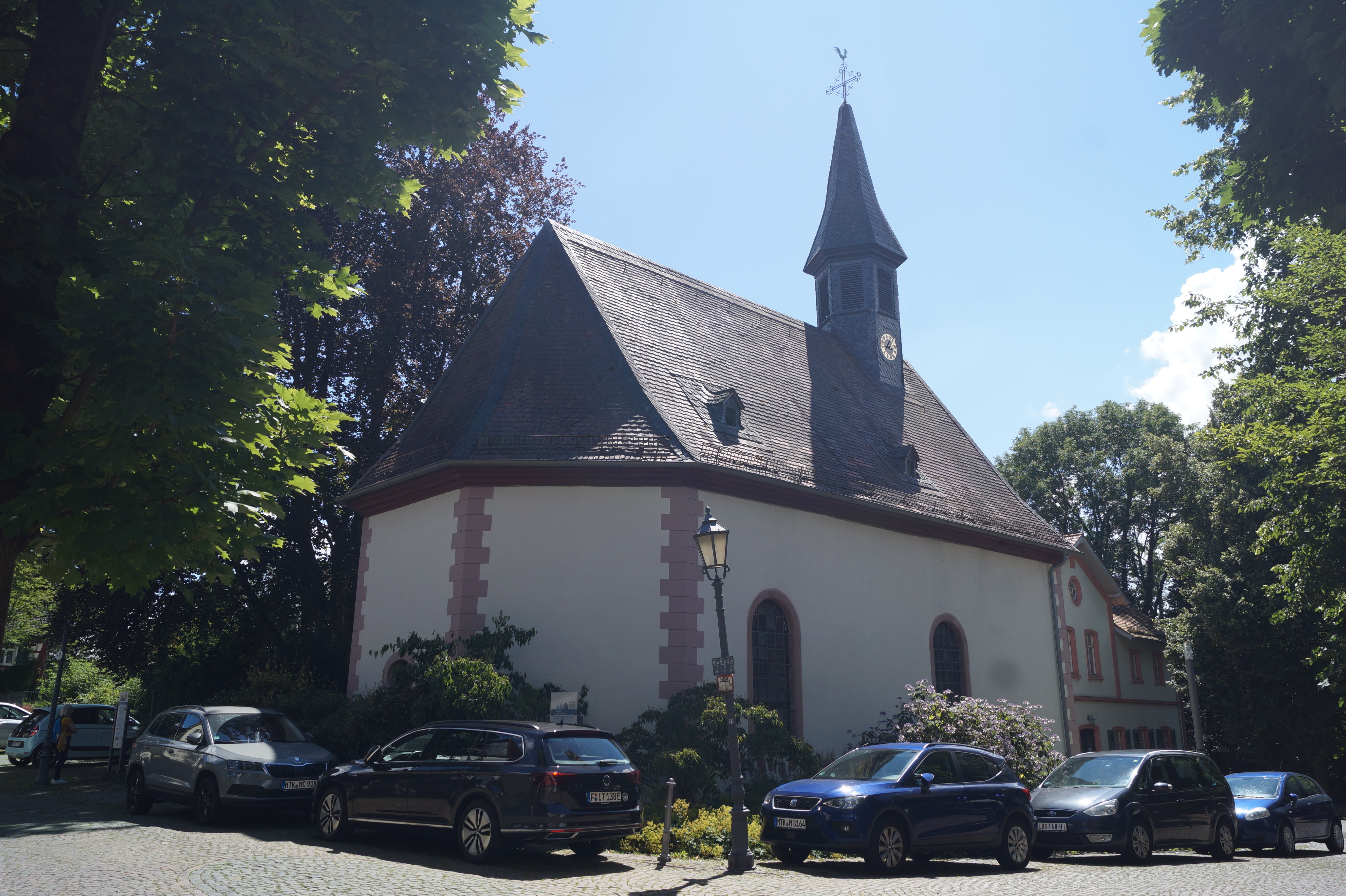
Blick von Norden auf die alte Martinskirche

Die Alte Martinskirche in Hornau ist die älteste noch existierende Kirche in Kelkheim. Die 1952 profanierte römisch-katholische Kirche trägt das Patrozinium des heiligen Martin von Tours. Sie ist nach § 2 Absatz 1 des Hessischen Denkmalschutzgesetz als Kulturdenkmal mit der Nummer 46376 eingetragen.

## Geschichte
Wahrscheinlich gab es bereits 874, als eine Frau Rotlint Hornau dem Reichsstift in Frankfurt stiftete, eine Kirche an der Stelle der Alten Martinskirche. Anhand von Grundmauern kann ein Vorgängerbau aus dem 12. Jahrhundert nachgewiesen werden. 1490 wurde als Vorgängerbau die Hornauer Kapelle auf dem Hofgut Rotlint errichtet. Anfang des 18. Jahrhunderts wurde diese abgerissen und an gleicher Stelle die Alte Martinskirche erbaut, die nach Ausweis der Inschrift über der Eingangstür 1725 fertiggestellt wurde. Der Mainzer Erzbischof Johann Friedrich Karl von Ostein weihte die Kirche 1758, Patron wurde Martin von Tours, auch Schutzheiliger des Mainzer Doms. Im Jahr 1813 kaufte man den barocken Hochaltar von 1770 des ehemaligen Kapuzinerklosters in Königstein. Hans Christoph Ernst von Gagern erwarb 1818 das Hofgut Rotlint, auf dessen Gebiet die Kirche stand. 1822 legte man den neuen Hornauer Friedhof am südlichen Ortsrand Hornaus an, da der alte um die Kirche gelegene zu klein geworden war. Etwa zu dieser Zeit ließ von Gagern gegenüber dem Eingang der Kirche das Gesindehaus im klassizistischen Stil errichten. Dieses dient seit 1954 als katholisches Pfarrhaus.
Da die Kirche nach dem Zweiten Weltkrieg für die angewachsene Gemeinde zu klein war, begann man 1947 mit den Planungen einer neuen Kirche. 1950 beging man noch in der alten Kirche das 225. Kirchweihfest. Als 1952 die neue Martinskirche fertiggestellt war, wurde die alte Kirche profaniert. Man entfernte das Kircheninventar und nutzte sie zunächst als Lager. Der barocke Altar wurde an eine Gemeinde im Westerwald verschenkt. Um das alte Gemäuer zu schützen, wurden 1965 das Schieferdach und der Turm erneuert. Außerdem wurde die Turmuhr wieder instand gesetzt. Man plante zunächst in der alten Kirche eine Gedenkstätte für Gefallene und Vermisste der beiden Weltkriege einzurichten. 1969 führte der Kelkheimer Stadtarchivar Dietrich Kleipa Grabungen vor dem Altar der Kirche durch. Hierbei entdeckte er zwei Gräber der Herren von Lindau. Diese waren im 16. und 17. Jahrhundert im Besitz des Hofguts. Außerdem fand er Bodenplatten des Vorgängerbaus. Hierbei handelte es sich um Keramikfliesen mit gotischer Verzierung.
Während die Stadt Kelkheim 1974 die Renovierung von außen übernahm, sammelte die Gemeinde Gelder und führte 1977 mit Freiwilligen die Innenrenovierung durch. Seitdem wird die Alte Martinskirche für Vorträge, Ausstellungen und Konzerte genutzt. 2002 wurde die Kirche erneut renoviert.

## Beschreibung
Die Alte Martinskirche ist eine Saalkirche mit einem dreiseitigen Abschluss im Osten als Chor. Sie ist etwa 19 m lang und 10 m breit. Sie trägt einen sechseckigen Dachreiter mit Spitzhelmdach. An der Nord- und Südseite des Dachreiters ist jeweils eine Turmuhr installiert. Über dem Eingang ist die Jahreszahl 1725 gemeißelt.
Nach dem Betreten führt links eine Holztreppe zur Empore, die von zwei Holzbalken getragen wird. An der rechten Chorwand ist seit 1977 ein altes Missionskreuz angebracht. Es wird von einer Marien- und einer Josefsstatue flankiert.

## Glocken
Die kleine Glocke aus dem Jahre 1710 blieb über die Jahrhunderte erhalten. Sie wurde jedoch nach der Renovierung entfernt, ihr weiterer Verbleib ist nicht bekannt. Eine zweite Glocke musste im Ersten Weltkrieg abgegeben werden und wurde eingeschmolzen. Sie wurde 1921 durch die von der Glocken- und Kunstgießerei Rincker gegossenen Glocke ersetzt. Sie dient heute als Uhrenschlagglocke.
|             | Glocke 1 | Glocke 2                   |
| ----------- | --- | -------------------------- |
| Giesser     | Glocken- und Kunstgießerei Rincker                                                                                      | unbekannt                  |
| Gussjahr    | 1921 | 1710                       |
| Durchmesser | 670 mm | 310 mm                     |
| Gewicht     | 150 kg | 20 kg                      |
| Schlagton   | d′′-1 | es′′′                      |
| Inschrift   | Ersatz für die im Weltkrieg 1914–1918 geopferte Glocke Gegossen in Sinn 1921 von F. W. Rincker für die Gemeinde Hornau. | GOTT ALLEIN DIE EHRE 1710. |